# Peltigera koponenii
Peltigera koponenii är en lavart som beskrevs av Sérus., Goffinet, Miadl. & Vitik. Peltigera koponenii ingår i släktet Peltigera och familjen Peltigeraceae.   Inga underarter finns listade i Catalogue of Life.